# Стефаноз II
Стефаноз II (груз. სტეფანოზ; д/н — 650) — 5-й ерісмтавар (верховний князь) Іберії в 639/642—650 роках, 2-й еріставі (князь) Кахетії в 637—650 роках (як Стефаноз I).

## Життєпис
Походив з династії Хосровідів. Син Адарнасе I, ерісмтавара Іберії і еріставі Кахетії. Відомостей про нього обмаль. Близько 637 року отримав від батька титул еріставі та у володіння Кахетію.
Між 639 і 642 роками після смерті Адарнасе I успадкував Іберійське князівство. Отримав візантійський титул патрикія. Продовжив провізантійську політику. Завершив більшість будівельних проєктів зі зведення церков, монастирів та фортець, розпочатих його попередниками.
645 року під тиском арабських військ, що вдерлися до Іберії, визнає зверхність халіфа Османа. Це змусило збільшити податковий тягар на підданих, оскільки тепер довелося платити данину візантійцям та арабам.
Помер Стефаноз II 650 року. Йому спадкував син Адарнасе II.